# Baldwin Lonsdale
Baldwin Jacobson Lonsdale (Mota Lava, 4 de março de 1950 – Porto Vila, 17 de junho de 2017) foi um político vanuatuense. Foi o presidente de seu país, de 2014 até sua morte, em 2017.

Governou de 22 de setembro de 2014 até 17 de junho de 2017, quando morreu após sofrer uma parada cardíaca.